# L'homme armé
L'homme armé was een Frans wereldlijk lied uit de Renaissance. Het was de populairste melodie voor muzikale zettingen van het misordinarium: ruim 40 afzonderlijke composities met de naam Missa L'homme armé zijn uit deze periode bewaard gebleven.